# Штурценеггер, Пауль
Пауль Штурценеггер (нем. Paul Sturzenegger; 7 июня 1902 или 7 августа 1902, Росарио, Санта-Фе — 19 мая 1970, Лугано, Тичино) — швейцарский футболист, игравший на позиции нападающего. Известен по выступлениям в клубах «Цюрих», в составе которого стал чемпионом Швейцарии, и «Лугано», в составе которого стал обладателем Кубка Швейцарии, а также национальной сборной Швейцарии, в составе которой стал серебряным призёром Олимпийских игр 1924 года. По окончании карьеры игрока — футбольный тренер.

## Клубная карьера
Пауль Штурценеггер родился в аргентинском городе Росарио, где в то время проживала его семья. Позже семья вернулась в Швейцарию, где Штурценеггер начал заниматься футболом. Сначала он играл в команде «Цюрих Интернешнл», а в 1919 году перешёл в клуб «Цюрих», в составе которого в сезоне 1923—1924 годов стал чемпионом Швейцарии.
В 1924 году перешел в клуб «Лугано», за который играл до 1932 года, стал в его составе в сезоне 1930—1931 годов обладателем Кубка Швейцарии. Завершил профессиональную карьеру футболиста выступлениями за команду из Лугано в 1932 году. Позже, в 1942—1944 годах, Штурценеггер был главным тренером команды «Лугано». Всего Штурценеггер забил 426 голов в 458 играх чемпионата за команды «Цюрих» и «Лугано».

## Выступления за сборную
В 1922 году дебютировал в составе национальной сборной Швейцарии. В составе сборной был участником футбольного турнира на Олимпийских играх 1924 года в Париже, где вместе с командой выиграл серебряные награды. На Олимпиаде не играл в матчах 1/2 финала и финала, в этих играх тренер, отдал предпочтение другому форварду Роберту Пахе из клуба «Серветт».
В 1928 году отпирался вместе с национальной сборно на Олимпийские игры 1928 года, однако не в одном матче турнира по поле не выходил.
Всего в течение карьеры в национальной команде, в которой играл до 1930 года, провёл в её форме 15 матчей, забив 10 голов.
Умер Пауль Штурценеггер 19 мая 1970 года на 68-м году жизни в городе Лугано.

## Титулы и достижения
- Чемпион Швейцарии (1):

«Цюрих»: 1923—1924
- Обладатель Кубка Швейцарии (1):

Лугано: 1930—1931
- Серебряный олимпийский призер: 1924